# Venezia Giulia
Venezia Giulia (tiếng Ý Venezia Giulia, tiếng Slovenia và tiếng Croatia Julijska Krajina) là một vùng lịch sử ở vùng Thượng Adria ở Trung Âu.
Vùng này bị hạn chế ở phía bắc bởi dãy núi Julische Alpen và ở phía nam vịnh Trieste và vịnh Kvarner. Nó bao gồm khu vực chung quanh sông Isonzo, das Karsthochland im Hinterland von Trieste, bán đảo Istria, thành phố Fiume/Rijeka và một phần nhỏ của Dalmatia (die Stadt Zara/Zadar, các đảo Cherso/Cres và Lussino/Lošinj tại vịnh Kvarner -Bucht cũng như các đảo Cazza/Sušac, Lagosta/Lastovo, Pelagosa/Palagruža và Saseno/Sazan ở Nam Adriatic).
Thuật ngữ Venezia Giulia được nhà ngôn ngữ học Ý Graziadio Ascoli đề nghị năm 1863. Cho tới 1918, nó thuộc Đế quốc Áo-Hung được gọi là Österreichisches Küstenland (tiếng Ý Litorale austro-illirico, tiếng Slovenia Primorje).
Ngày nay Venezia Giulia được chia thành những vùng thuộc Ý (vùng Görz và vùng Triest ở vùng Friuli-Venezia Giulia), Slovenia (Primorska) và Croatia (Istria và các phần của Primorje-Gorski kotar). Venezia Giulia có diện tích khoảng 9.850 km² và có khoảng 1,1 triệu dân. Thành phố quan trọng nhất cho tới ngày nay vẫn là Trieste, trung tâm kinh tế và văn hóa của vùng.